# ترومن وارد اینگرسول
ترومن وارد اینگرسول (انگلیسی: Truman Ward Ingersoll; ۱۹ فوریهٔ ۱۸۶۲ – ۹ ژوئن ۱۹۲۲) عکاس اهل ایالات متحده آمریکا بود. او به خاطر عکس‌های برجسته‌نمایی (stereoviews) که در ایالات متحده و سایر مناطق منتشر کرد، شناخته می‌شود. آثار او شامل تصاویر بسیاری از مناظر پارک ملی یلواستون و همچنین صحنه‌های شکار و ویژگی‌های معماری بود. در اوایل قرن بیستم، او همچنین عکس‌های ترام از نمای سنگی (لیتوویو) تولید کرد. شرکت او شرکت اینگرسول ویو (Ingersoll View Company) نام داشت.
موزه متروپولیتن یکی از عکس‌های ساختمان او را در مجموعه خود دارد و موزه جی. پال گتی مجموعه‌ای از آثار او را در اختیار دارد.
اینگرسول در سنت پال، مینه سوتا، از پدر و مادری به نام‌های دنیل وسلی و ماریون وارد اینگرسول متولد شد.
کتابخانه کنگره همچنین مجموعه‌ای از آثار او را در اختیار دارد.
اینگرسول در گورستان اوکلند در سنت پال به خاک سپرده شده است.

## نگارخانه

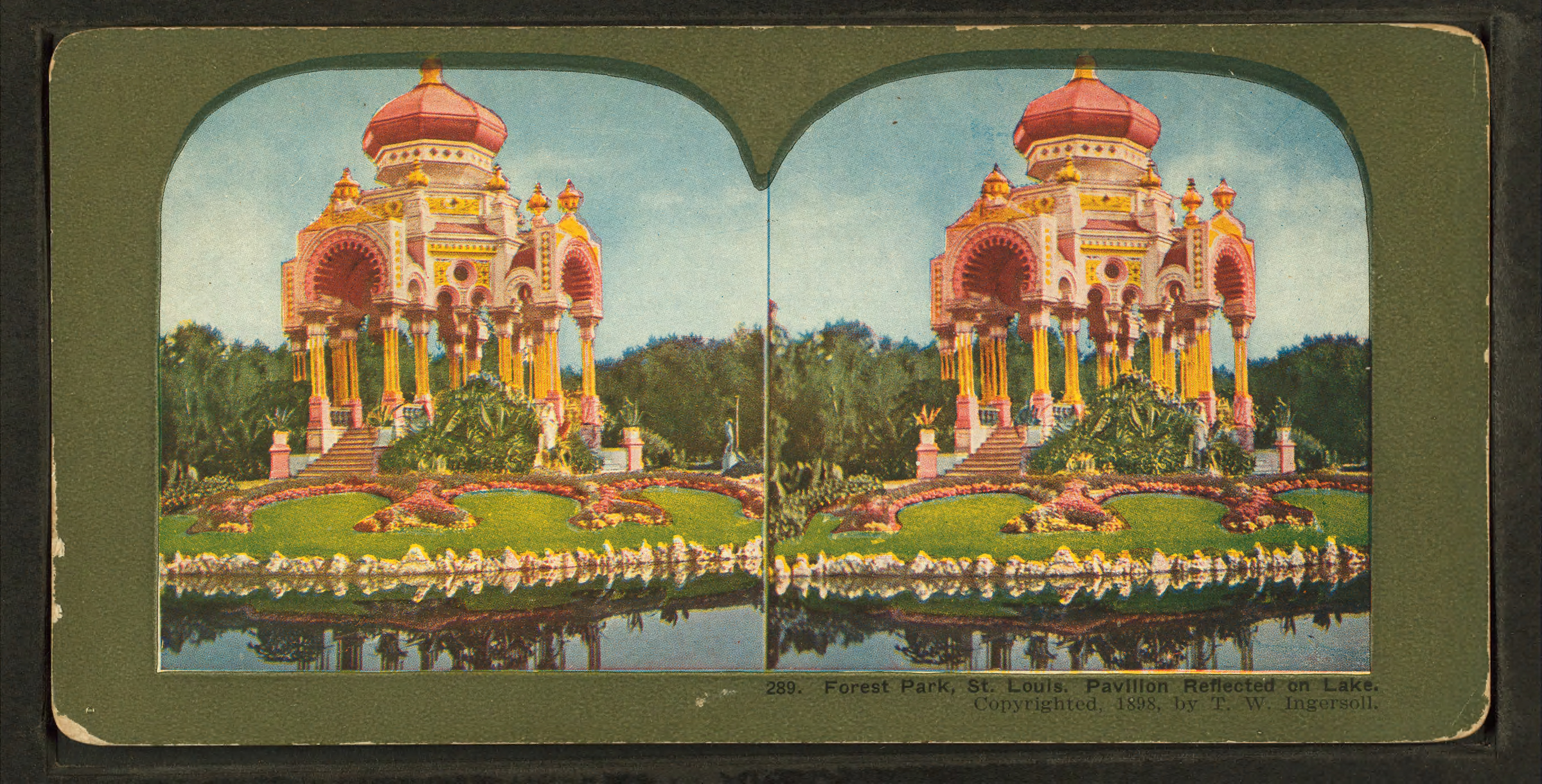
غرفه‌ای که در آب پارک جنگلی سنت لوئیس منعکس شده است
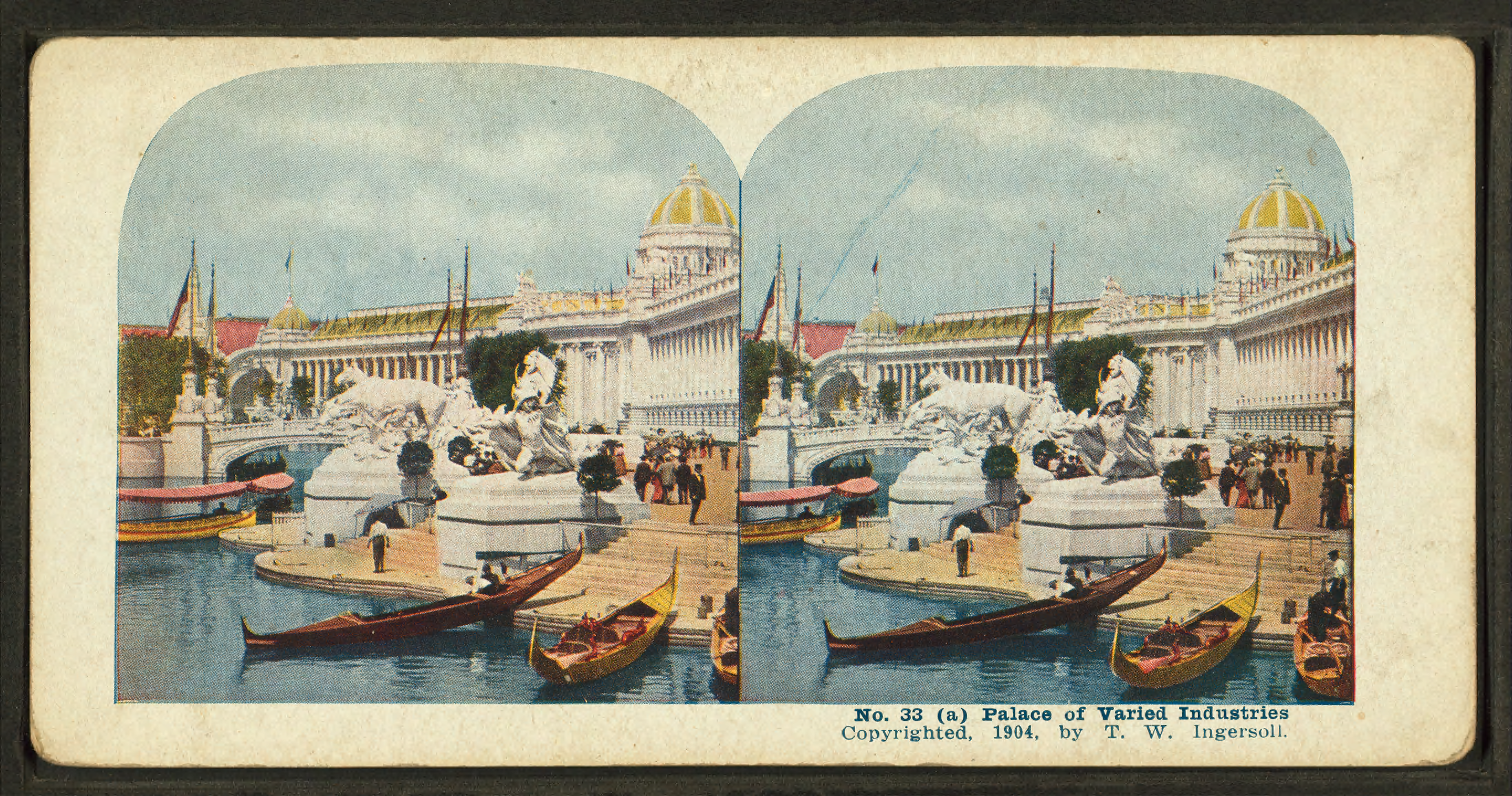
کاخ صنایع متنوع در نمایشگاه جهانی ۱۹۰۴
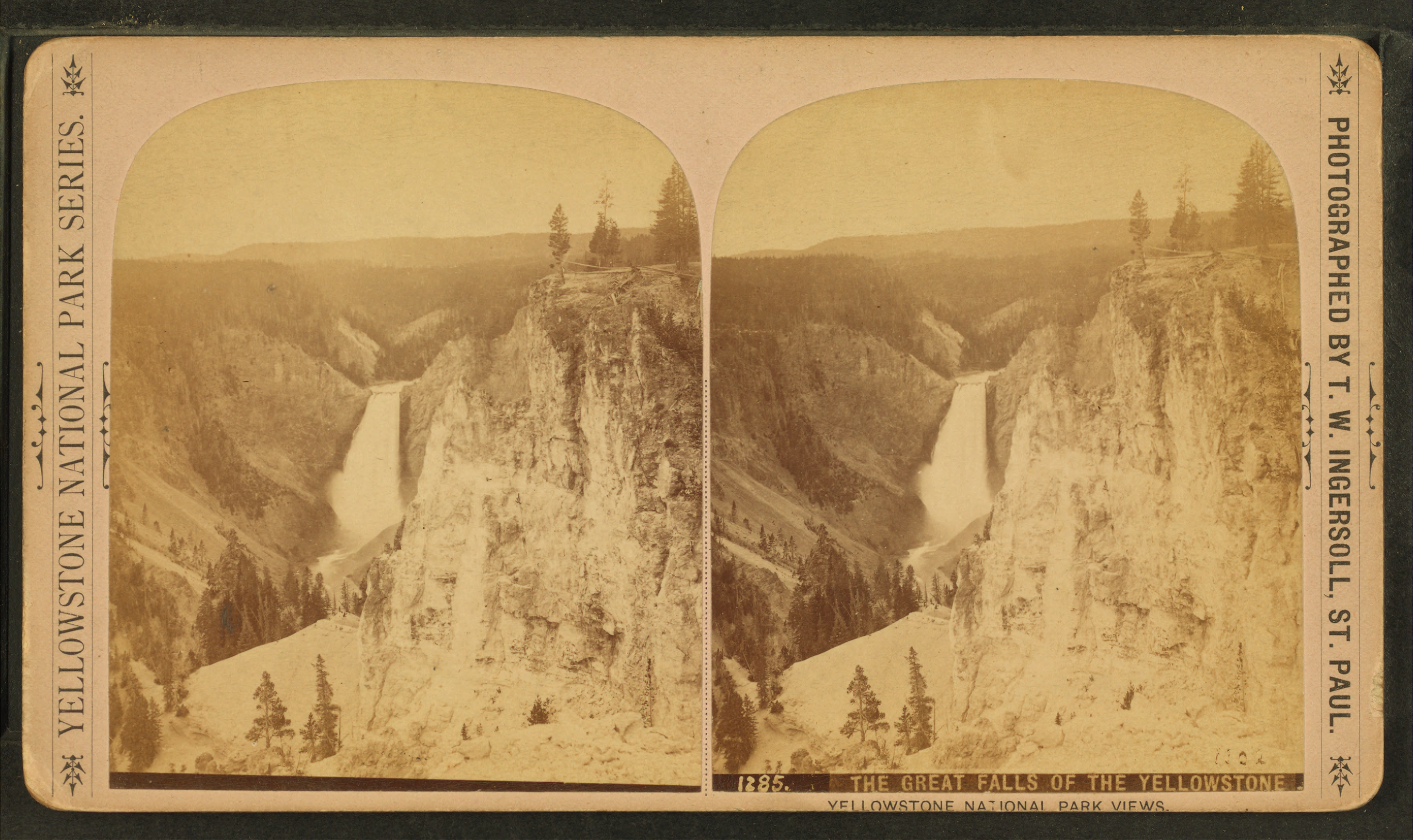
آبشار بزرگ یلوستون، اثر اینگرسول
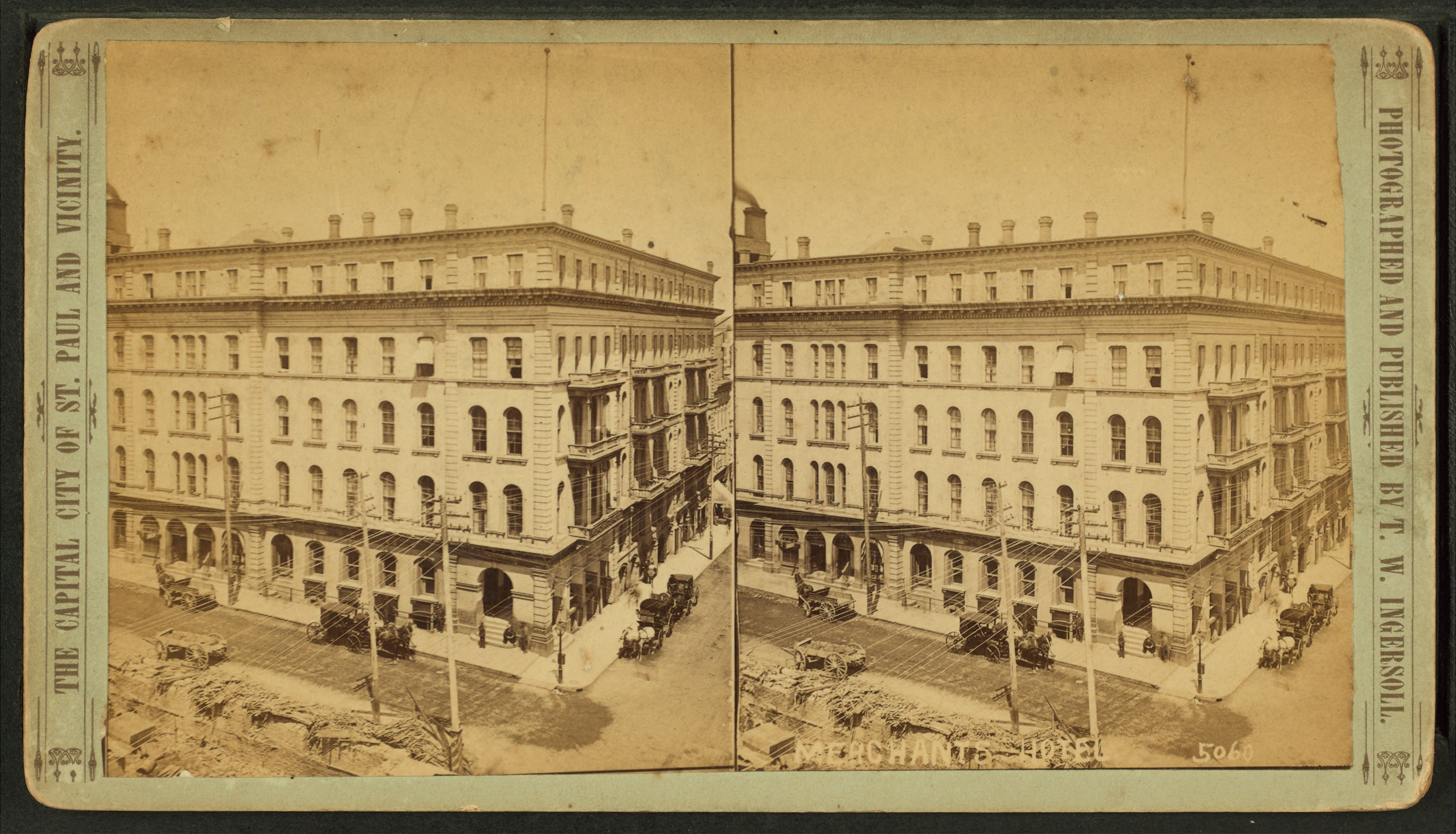
هتل مرچنتس، اثر اینگرسول
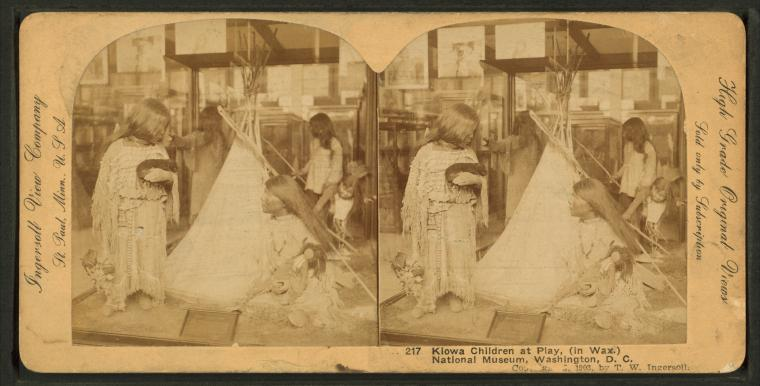
کودکان کیووا در حال بازی، موزه ملی، واشینگتن دی سی، اثر اینگرسول
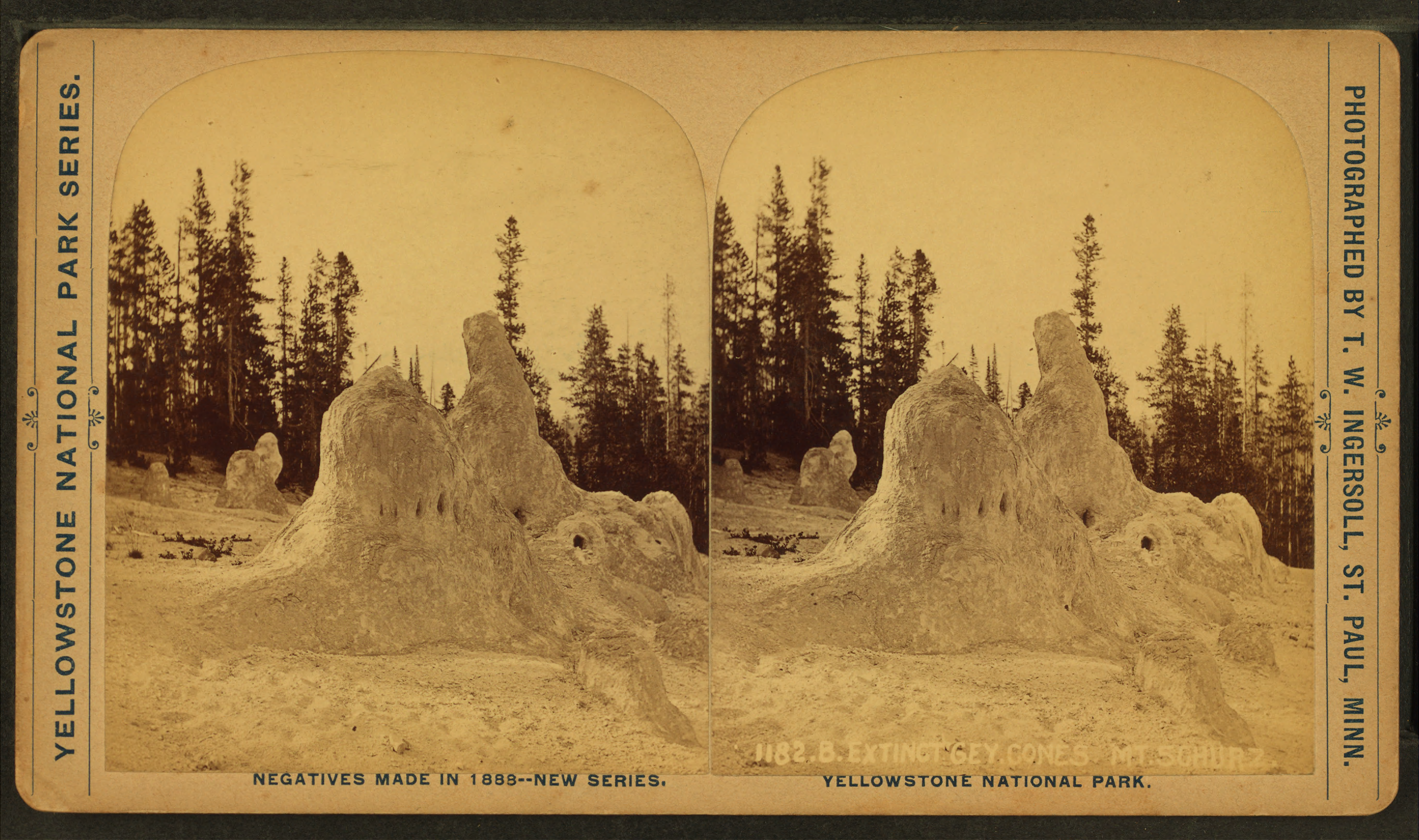
مخروط‌های آبفشان منقرض‌شده، کوه شورس، اثر اینگرسول
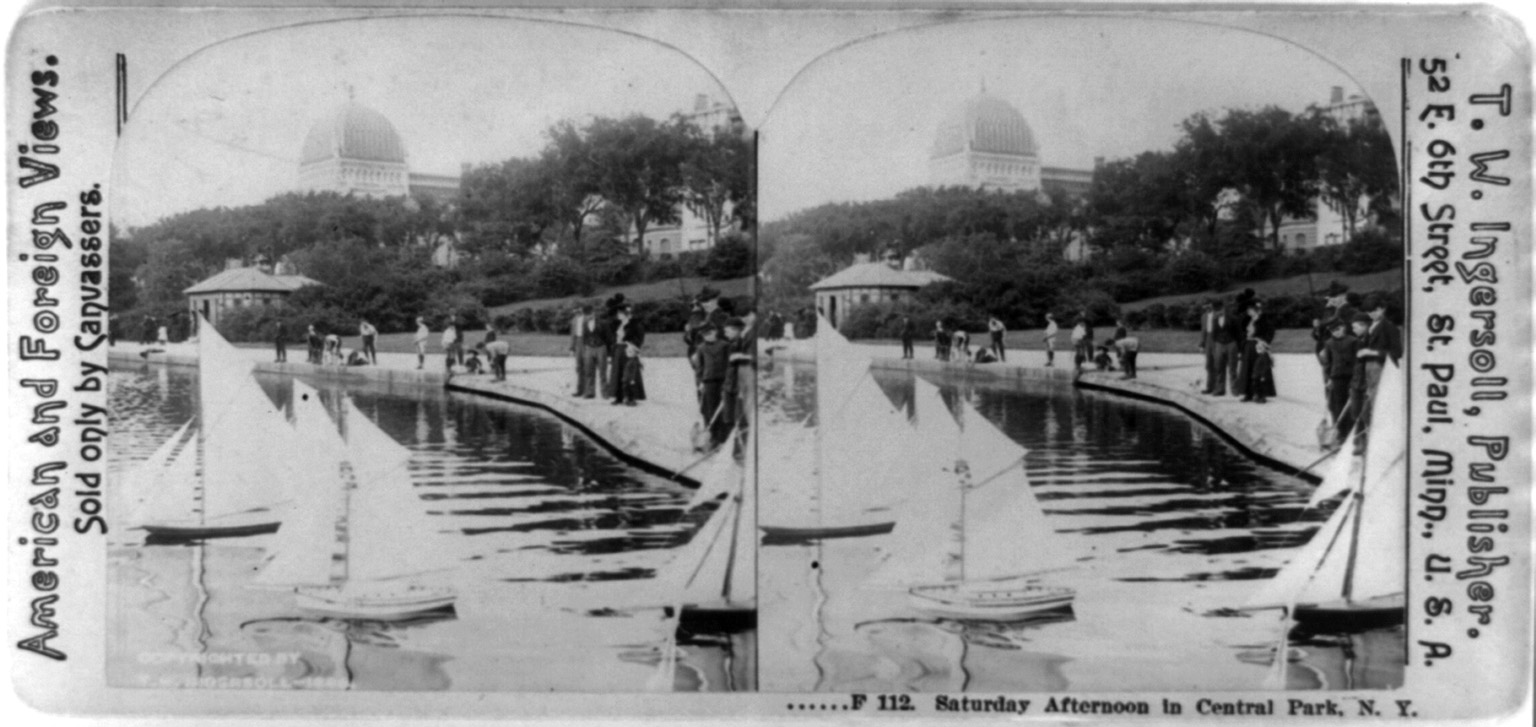
پارک مرکزی نیویورک سیتی نیویورک
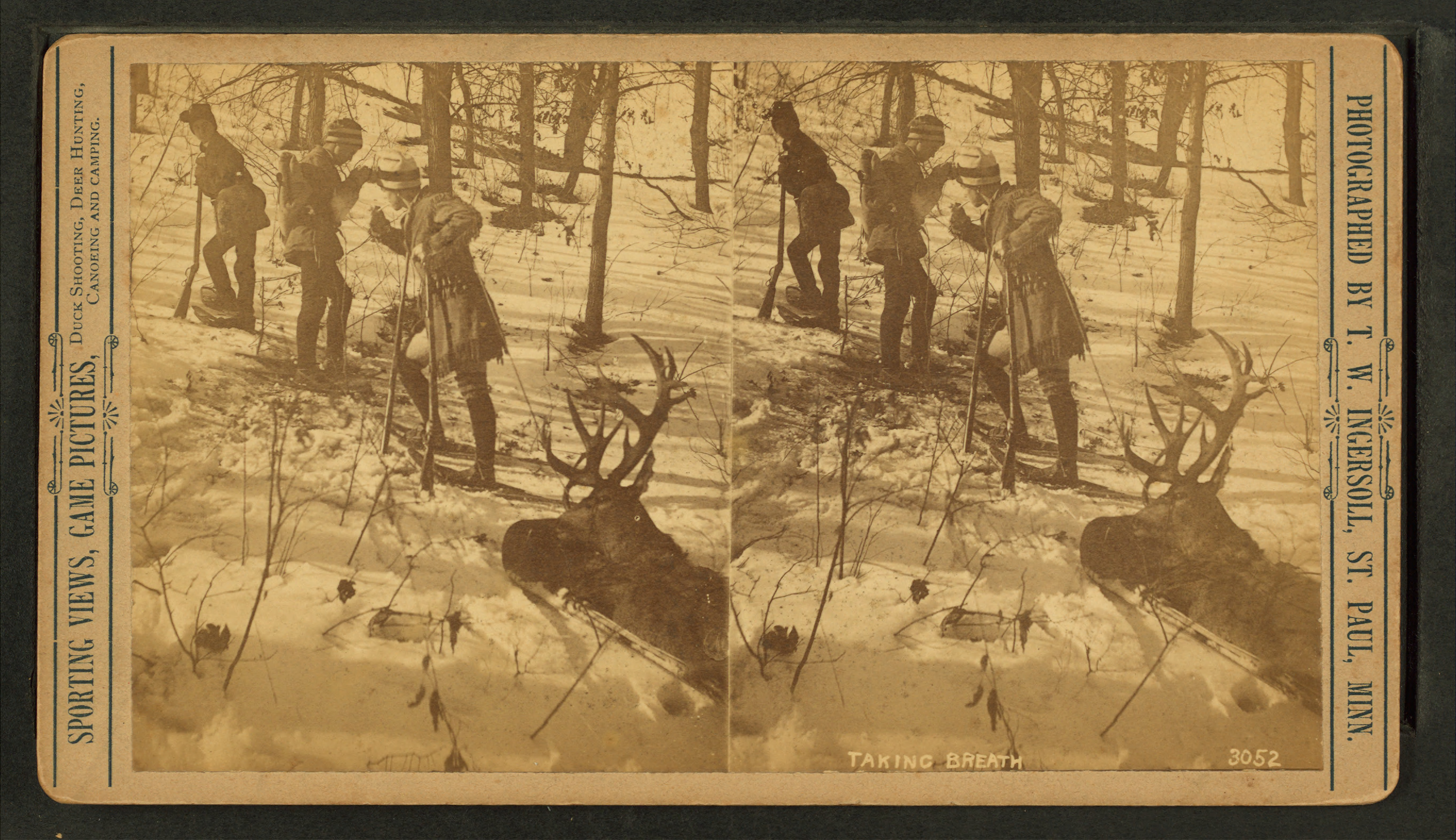
نفس کشیدن، اثر اینگرسول
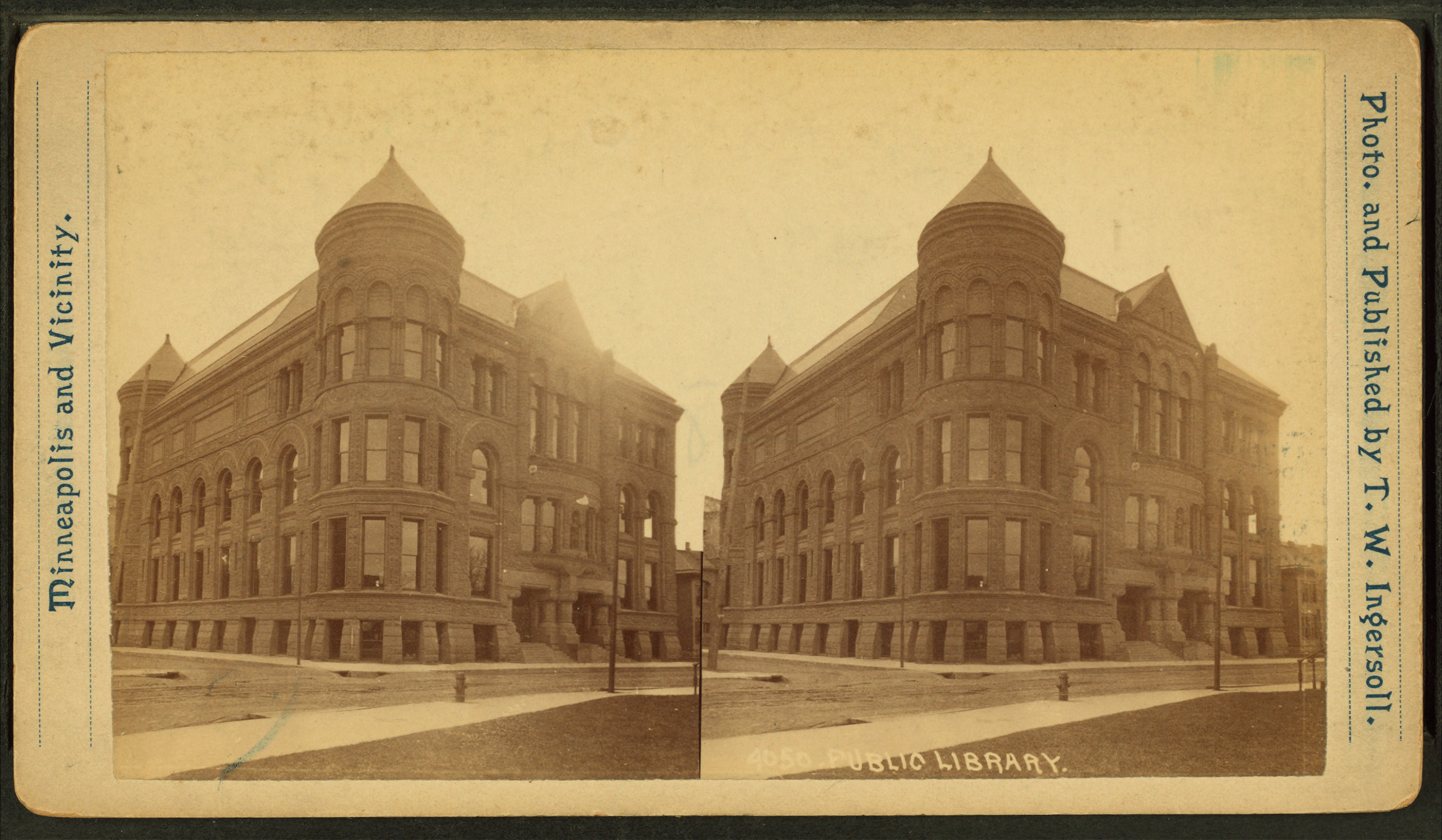
کتابخانه عمومی، اثر اینگرسول
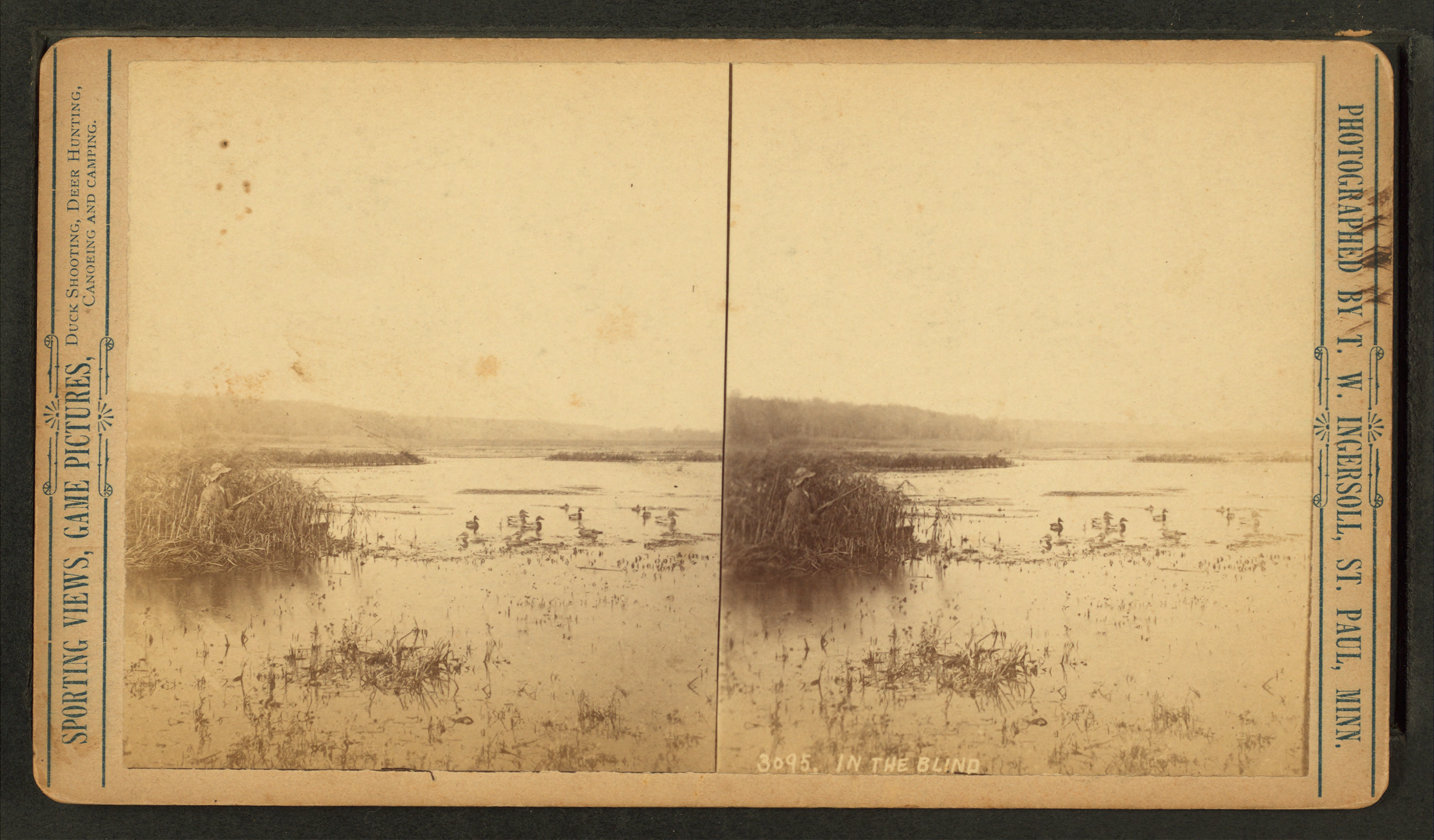
در کوران، اثر اینگرسول
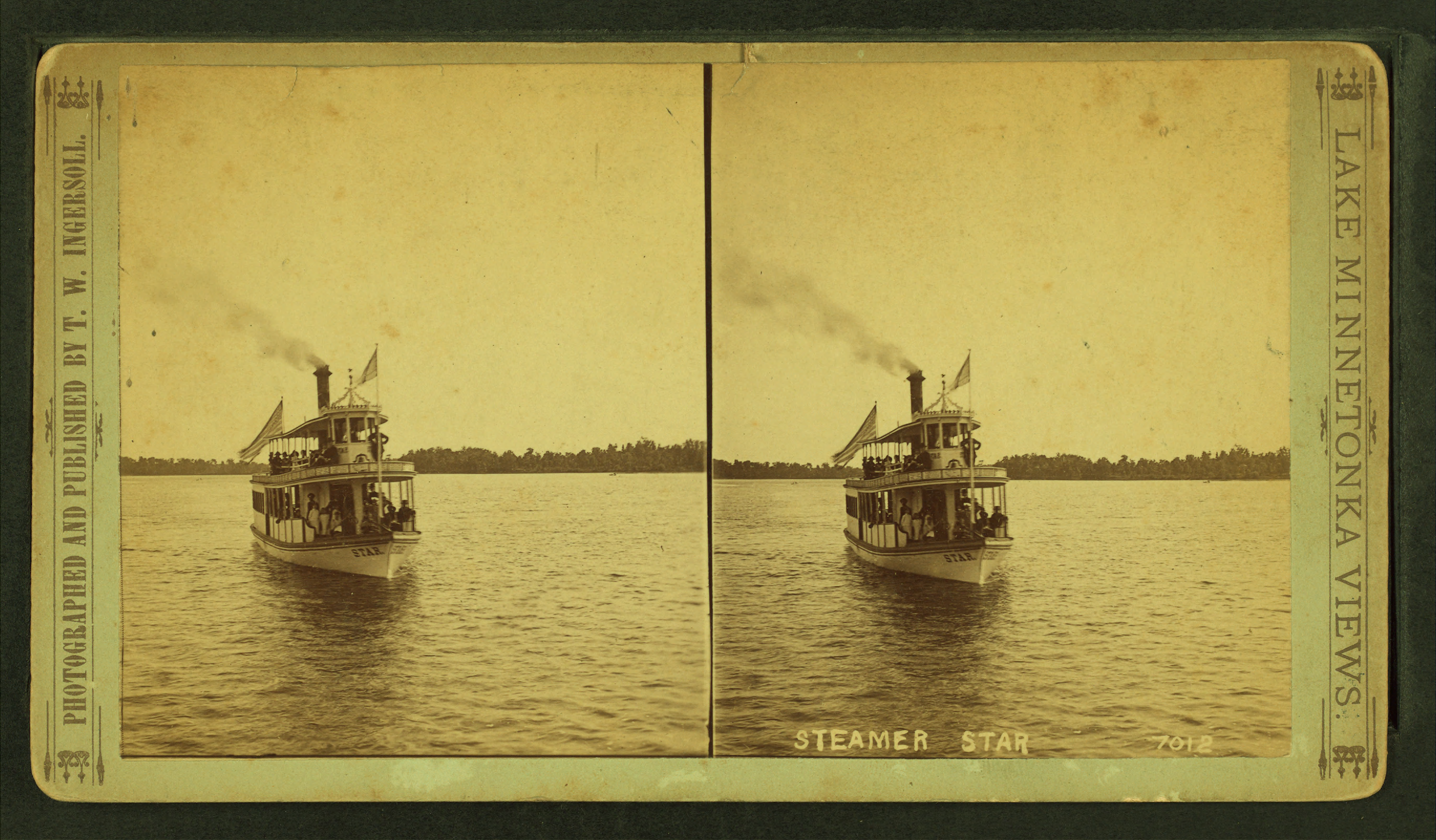
استیمر استار، اثر اینگرسول، تی. دبلیو. (ترومن وارد)،
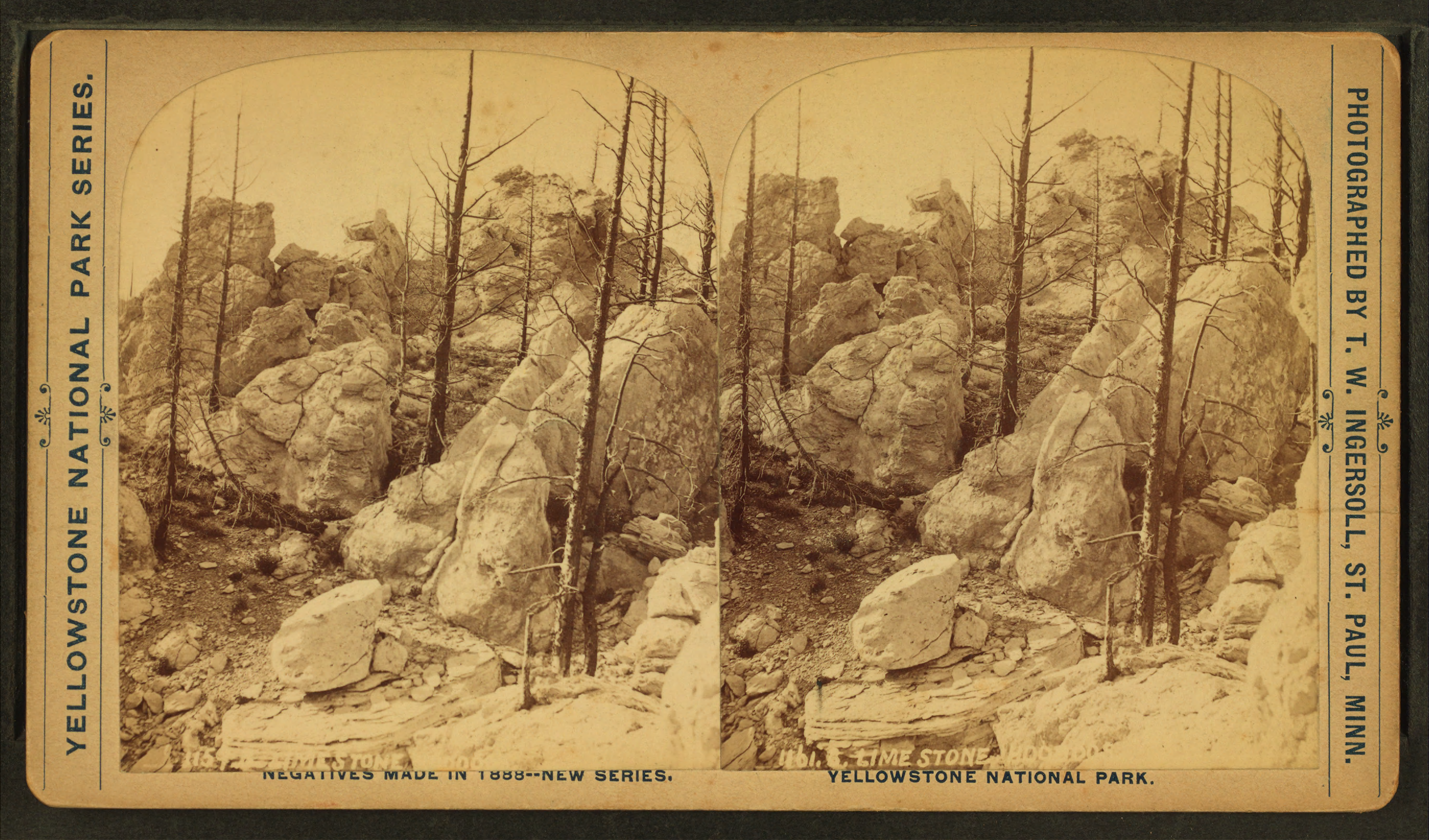
هودوهای سنگ آهک، اثر اینگرسول
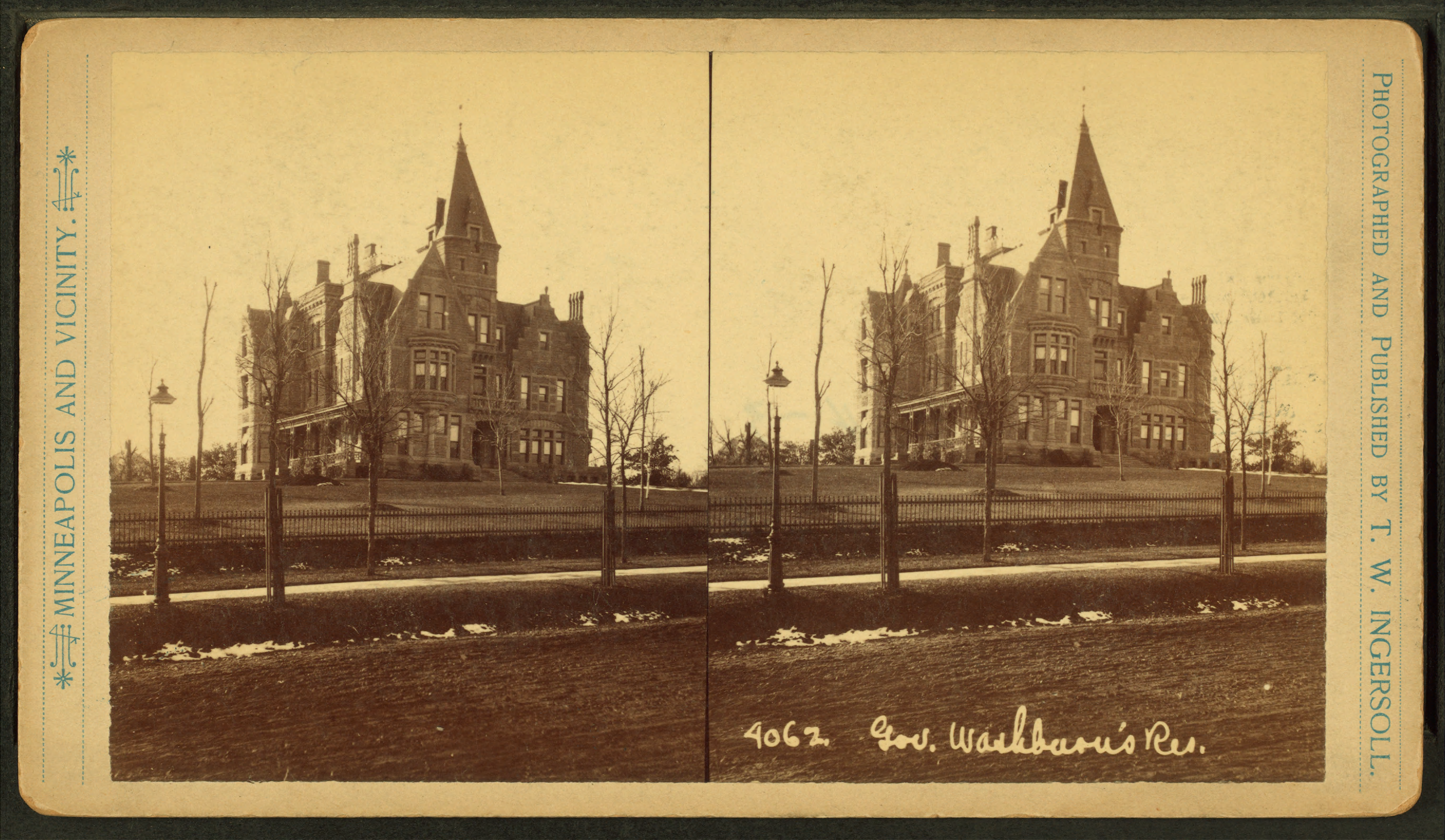
اقامتگاه فرماندار، اثر اینگرسول
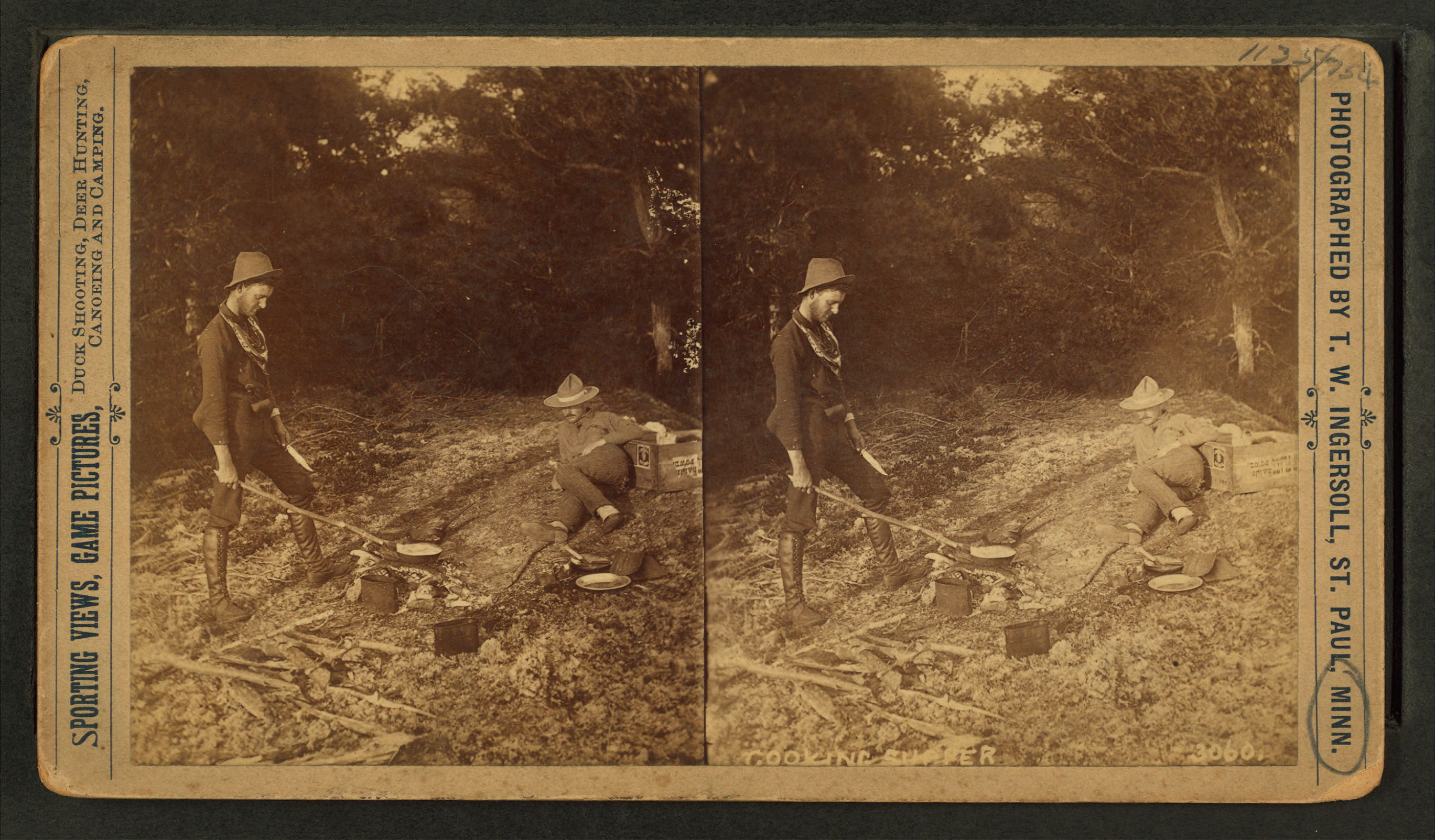
شام پخت و پز، اثر اینگرسول،
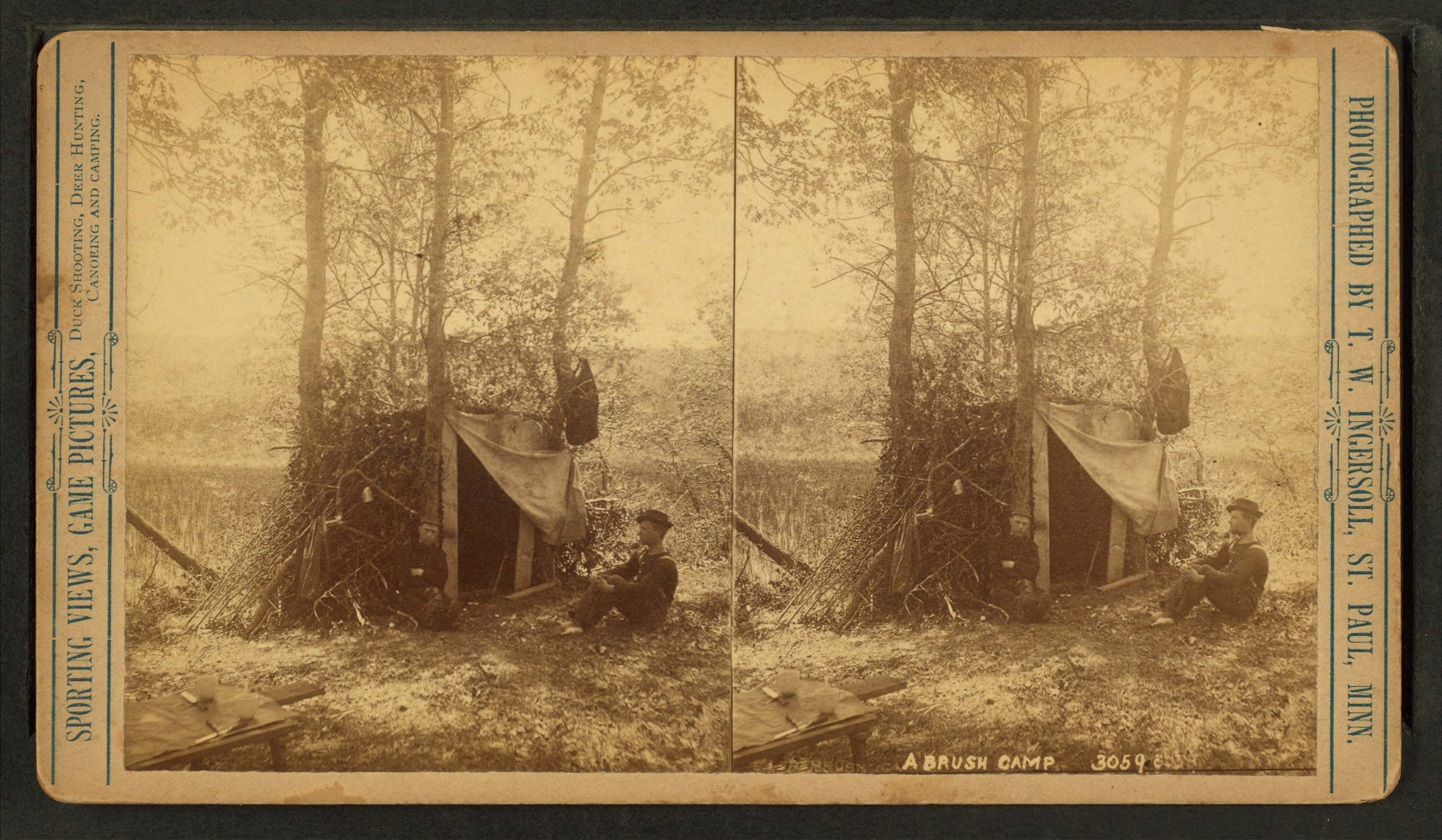
اردوگاه بوته‌زار، اثر اینگرسول